# Halichoeres biocellatus
 Halichoeres biocellatus és una espècie de peix de la família dels làbrids i de l'ordre dels perciformes.

## Morfologia
Els mascles poden assolir els 12 cm de longitud total.

## Distribució geogràfica
Es troba des de les Filipines fins a Samoa, sud del Japó i el sud de la Gran Barrera de Corall.